# Diopatra cuprea
Diopatra cuprea är en ringmaskart som först beskrevs av Bosc 1802.  Diopatra cuprea ingår i släktet Diopatra och familjen Onuphidae.

## Underarter
Arten delas in i följande underarter:
- D. c. punctifera
- D. c. africana